# گردش بر روی صخره‌های پورویل
گردش بر روی صخره‌های پورویل (انگلیسی: The Cliff Walk at Pourville) یک نقاشی رنگ روغن در قالب نقاشی فضای باز از نقاش برجسته فرانسوی، کلود مونه است که در سال ۱۸۸۲ طرح گردید. این اثر هنری در حال‌حاضر در مؤسسه هنر شیکاگو قرار دارد.